# Liste der Monuments historiques in Roussy-le-Village
Die Liste der Monuments historiques in Roussy-le-Village führt die Monuments historiques in der französischen Gemeinde Roussy-le-Village auf.

## Liste der Bauwerke
| Bezeichnung                                   | Beschreibung | Standort                                     | Kennzeichnung | Schutzstatus | Datum     | Bild           |
| --------------------------------------------- | --- | -------------------------------------------- | ------------- | ------------ | --------- | -------------- |
| Châteaux de Roussy-Seigneurie et Roussy-Comté | Ensemble aus zwei Burg- bzw. Schlossanlagen; Roussy-Comté erstmals 1131 erwähnt; Gebäudebestand des 15. bis 18. Jahrhunderts | Roussy-le-Bourg, 7–9 place du Château (Lage) | PA00106979    | Inscrit      | 1988 1997 | weitere Bilder |

## Liste der Objekte
| Bezeichnung                                  | Beschreibung | Standort                                         | Kennzeichnung | Schutzstatus | Datum | Bild |
| -------------------------------------------- | --- | ------------------------------------------------ | ------------- | ------------ | ----- | ---- |
| Sechs Reliquienbüsten                        | Ensemble aus PM57000628 bis PM57000633                                                                                              | Roussy-le-Village, in der Kirche St-Denis (Lage) | PM57000293    | Classé       | 1977  |      |
| Reliquienbüste Heilige Agnes                 | Holz, farbig gefasst, Mitte des 18. Jahrhunderts                                                                                    | Roussy-le-Village, in der Kirche St-Denis (Lage) | PM57000628    | Classé       | 1977  |      |
| Reliquienbüste Heiliger Joseph               | Holz, farbig gefasst, Mitte des 18. Jahrhunderts                                                                                    | Roussy-le-Village, in der Kirche St-Denis (Lage) | PM57000629    | Classé       | 1977  |      |
| Reliquienbüste Heilige Apollonia             | Holz, farbig gefasst, Mitte des 18. Jahrhunderts                                                                                    | Roussy-le-Village, in der Kirche St-Denis (Lage) | PM570006308   | Classé       | 1977  |      |
| Reliquienbüste Heiliger Christophorus        | Holz, farbig gefasst, Mitte des 18. Jahrhunderts                                                                                    | Roussy-le-Village, in der Kirche St-Denis (Lage) | PM57000631    | Classé       | 1977  |      |
| Reliquienbüste Heiliger Dionysius            | Holz, farbig gefasst, Mitte des 18. Jahrhunderts                                                                                    | Roussy-le-Village, in der Kirche St-Denis (Lage) | PM57000632    | Classé       | 1977  |      |
| Reliquienbüste Heiliger Jakobus von der Mark | Holz, farbig gefasst, Mitte des 18. Jahrhunderts                                                                                    | Roussy-le-Village, in der Kirche St-Denis (Lage) | PM57000633    | Classé       | 1977  |      |
| Skulptur Heiliger Hubertus                   | Holz, farbig gefasst und vergoldet, 18. Jahrhundert                                                                                 | Roussy-le-Village, in der Kirche St-Denis (Lage) | PM57000815    | Inscrit      | 1978  |      |
| Skulptur Seliger Peter von Luxemburg         | Holz, farbig gefasst und vergoldet, 17. Jahrhundert                                                                                 | Roussy-le-Village, in der Kirche St-Denis (Lage) | PM57000853    | Inscrit      | 1977  |      |
| Hauptaltar                                   | Altartisch und Retabel; Holz, farbig gefasst und vergoldet, um 1752 von Nikolaus Greef-Greisch; zugehörig PM57001002 bis PM57001004 | Dodenom, in der Kapelle St-Fiacre (Lage)         | PM57001001    | Inscrit      | 1990  |      |
| Skulptur Heiliger Albin                      | Holz, um 1752 von Nikolaus Greef-Greisch                                                                                            | Dodenom, in der Kapelle St-Fiacre (Lage)         | PM57001002    | Inscrit      | 1990  |      |
| Skulptur Heilige Rosa von Lima               | Holz, um 1752 von Nikolaus Greef-Greisch                                                                                            | Dodenom, in der Kapelle St-Fiacre (Lage)         | PM57001003    | Inscrit      | 1990  |      |
| Skulptur Heiliger Antonius der Große         | Holz, um 1752 von Nikolaus Greef-Greisch                                                                                            | Dodenom, in der Kapelle St-Fiacre (Lage)         | PM57001004    | Inscrit      | 1990  |      |